# Claes Egnell
Claes Robert Herman Vidarsson Egnell (Örebro, 29 de janeiro de 1916 - Falun, 15 de janeiro de 2012) foi um atirador e pentatleta sueco medalhista olímpico. 

## Carreira
Claes Egnell representou seu país nos Jogos Olímpicos de 1948, e 1952, na qual conquistou a medalha de ouro, por equipes em 1952. 